# David Serrano i Blanquer
David Serrano i Blanquer   (Sabadell, 1966) és doctor en filologia catalana per la UAB amb la primera tesi a Espanya sobre la literatura europea concentracionària; introductor del concepte "concentracionari" en llengua catalana. És professor de la FCRI de la Fundació Blanquerna de la Universitat Ramon Llull. És membre fundador i director del CILEC (Centre d'Investigació de la Literatura Europea Concentracionària). Especialista en l'obra i vida de Joaquim Amat Piniella i en el testimoni de la repressió franquista i nazi, especialment en el cas de Jedwabne.

## Obra
- Jedwabne. Una història universal, 2022, Barcelona, Editorial Base (ISBN 978-84-19007-46-9).[3]
- Retorno a Jedwabne, 2023, Córdoba (Argentina), Editorial Los Ríos (ISBN 978-987-48860-5-7).
- Un català a Mauthausen. El testimoni de Francesc Comellas, 2001, Pòrtic[4]
- Les dones als camps nazis, 2004, Barcelona, Pòrtic[5]
- Españoles en los campos nazis, Barcelona, 2003, Littera Books[6]
- Morir a Euskadi 1938-1940. Catalans a Gernika-Lumo. Sabadell: 2006. Papers del Cilec,1[7]
- L'Hora Blanca.L'holocaust i Joaquim Amat-Piniella. 2004, Sabadell: Ajuntament de Manresa-Biblioteca Quadern, 25.[8]
- Dictionnaire critique de la littérature européenne des camps de concentration et d'extermination nazis. Sabadell: 2007. Unió Europea-Ars[9]
- Un cadáver en el espejo. La odisea de Juan Camacho: Gádor, Mauthausen, Montevideo. Sabadell: 2011. Junta de Andalucía-Papers del Cilec, 2.[10]
- Isaac Borojovich y la memoria uruguaya de la Shoá, Montevideo, Trilce, 2014[11]
- Plantaré un arbre encara que demà s'acabi el món, Sabadell, 2014
- El llanto de la maleta. Lleida. Milenio, 2016.[12]
- Els supervivents dels camps nazis, UOC, 2016.[13]
- Dziewczynka Z Walizki (Varsòvia, Bellona, 2018 i 2a edició 2021)[14]

## Films
Arcadi (director, guionista, 2024). Basat en la vida del director de cinema Arcadi Gili Garcia.

## Documentals
- Juan Camacho Ferrer, de Mauthausen a Montevideo (director, 2008)[15]
- Giza, la niña de la maleta (ORT Uruguay- URL. Director. Premi al Millor Llargmetratge al Punta del Este Jewish Film Festival, 2014)
- Menazka, la cacerola (ORT Uruguay- URL. Director. Premi al Millor Documental al Punta del Este Jewish Film Festival, 2016, Festival Cinema Jueu de Barcelona, Festival de Cine Judío de Madrid, Festival de Cine Sao Paulo, Cinematheque de Tel Aviv)[16]